# Sanghaj–Kunming nagysebességű vasútvonal
A Sanghaj–Kunming nagysebességű vasútvonal (kínai nyelven: 沪昆客运专线) egyike Kína nyolc nagysebességű vasútvonalának. A vonal 2066 km hosszú, kétvágányú, 25 kV 50 Hz-cel villamosított, normál nyomtávolságú. Több részletben adták át, a legutolsó szakasz 2016 december 28-án nyílt meg.

## Részei
| Vonal                                     | Tulajdonságok                             | Maximális sebesség (km/h) | Hossz (km) | Építkezés kezdete | Megnyitás  |
| ----------------------------------------- | ----------------------------------------- | ------------------------- | ---------- | ----------------- | ---------- |
| Sanghaj–Kunming nagysebességű vasútvonal  |                                           | 350                       | 2066       | 2008-12-28        | 2016-12-28 |
| Sanghaj–Hangcsou nagysebességű vasútvonal | NSV kapcsolat Sanghaj és Hangcsou között. | 350                       | 150        | 2009-02-26        | 2010-10-26 |
| Hangcsou–Csangsa nagysebességű vasútvonal | NSV kapcsolat Hangcsou és Csangsa között. | 350                       | 926        | 2009-12-22        | 2013-06-30 |
| Csangsa–Kunming nagysebességű vasútvonal  | NSV kapcsolat Csangsa & Kunming között    | 350                       | 1175       | 2010-03-26        | 2016-12-28 |

## Minőségi problémák
A gyenge minőségű tervezési és kivitelezési munkálatok miatt a Sanghaj–Kunming nagysebességű vasútvonal Kujcsou tartományban található szakaszán először 2017 novemberében ázott be egy alagút. Az incidens következtében a normál, 300 km/h-s üzemi sebesség átmenetileg 70 km/h-ra csökkent a balesetveszélyes szakaszon. Alig egy évvel később, 2018. november 11-től a vonal több szakaszán, így Guanlin és Puanxian (Kujcsou tartomány), valamint Jiangshan és Yushan-Déli (Csöcsiang tartomány) között is javítási munkálatok kezdődnek, járattörléseket, késéseket idézve elő.